# Johann Ehrenfried Thebesius
Johann(es) Ehrenfried Thebesius (* 1717 in Hirschberg, Fürstentum Schweidnitz; † Februar 1758 ebenda) war ein deutscher Arzt und Geburtshelfer.

## Leben
Johann Thebesius, der jüngste Sohn des Arztes Adam Christian Thebesius, hatte Medizin studiert, wurde 1740 in Leipzig promoviert und Arzt und Stadtphysikus in seiner Heimatstadt Hirschberg. In Straßburg hatte er unter J. Jac. Fried als Geburtshelfer praktiziert. 1756 veröffentlichte er in Liegnitz ein sehr erfolgreiches Hebammen-Lehrbuch.

## Werke
- Hebammenkunst, Liegnitz 1756, 1759 (Digitalisat), 1767 und (in 15. Aufl.) 1779